# Forêt nationale Açungui
La forêt nationale Açungui (portugais : Floresta Nacional Açungui) est une forêt nationale brésilienne. Elle se situe dans la région Sud, dans l'État du Paraná.
Le parc a été créé en 1988 et couvre une superficie de 728,78 hectares.
Il s'étend sur le territoire de la municipalité de Campo Largo.